# Maddie Ziegler
Pour les articles homonymes, voir Ziegler.
Madison Ziegler, dite Maddie Ziegler, est une danseuse, actrice et mannequin américaine, née le 30 septembre 2002 à Pittsburgh.
Elle est d'abord connue pour son apparition dans l'émission de télé-réalité de Lifetime Dance Moms de 2011 (à l'âge de 8 ans) jusqu'en 2016. De 2014 à 2017, elle a acquis une renommée plus grande pour avoir joué et dansé dans une série de clips musicaux de Sia, qui ont attiré cumulativement plus de 4 milliards de vues sur YouTube. Ziegler est apparue dans des films, à la télévision et dans des concerts. Elle a également inspiré les couvertures de magazines et les publicités de Capezio, Ralph Lauren, Fabletics et Target, entre autres marques. Le magazine Time l'a incluse dans sa liste des « 30 adolescents les plus influents » en 2015, 2016 et 2017.
Elle a commencé à prendre des cours de ballet à deux ans, elle avoue dans son livre que danser ne lui est pas venu naturellement, elle n'était apparemment pas vraiment douée ; il a fallu travailler dur pour atteindre le niveau qu'elle a maintenant. Elle intègre l'Abby Lee Dance Company à quatre ans.
À treize ans, elle en est déjà à sa cinquième saison dans l'émission Dance Moms, dont elle est la vedette et dans laquelle elle fut découverte par le grand public. Dans cette émission, elle suit sa formation dans la compagnie de danse Abby Lee Dance Company. Elle fait une apparition dans Drop Dead Diva (épisode 10 de la saison 4). Connaissant cette émission de télé-réalité, et ayant déjà repéré Maddie, la chanteuse Sia la sollicite pour danser dans le clip Chandelier et Elastic Heart en 2014, dans Big Girls Cry en 2015,, puis dans Cheap Thrills et en septembre 2016 dans The Greatest en hommage aux victimes de l'attentat à Orlando dans une boîte de nuit LGBT, le clip Rainbow, chanson dédiée au film My Little Pony sorti en 2017. Sia dévoile son nouveau clip Cheap Thrills avec Maddie Ziegler ainsi que dans Thunderclouds en 2018.
Maddie Ziegler a aussi dansé dans le clip Cry de Alexx Calise (en). En tout, douze titres lui ont été attribués lors de compétitions de danse. En 2016 durant la saison 6 de Dance Moms, Maddie ainsi que sa sœur quittent le show définitivement. Elle ira ensuite dans l'émission So You Think You Can Dance en étant juge de cette saison. Du 29 septembre au 6 novembre 2016, Maddie Ziegler fait la tournée de Sia, « Nostalgic for the Present Tour ».

## Biographie

### Famille et enfance

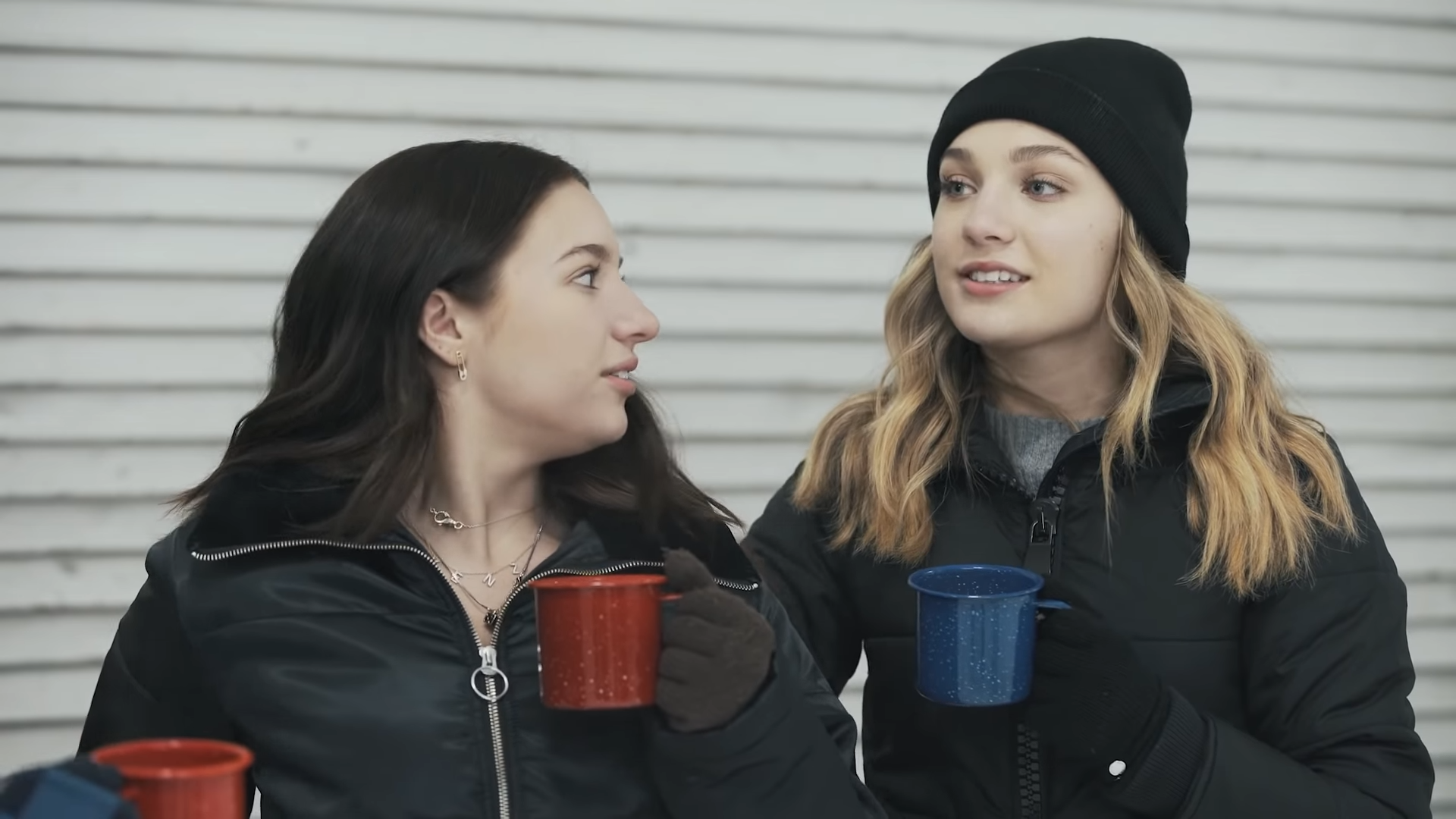
Maddie Ziegler et sa sœur Mackenzie en 2019.

Madison Nicole Ziegler naît le 30 septembre 2002 à Pittsburgh, en Pennsylvanie,,,,. Son père, Kurt Ziegler, est d'origine allemande et polonaise ; sa mère, Melissa Sulo, d'origine italienne,. Elle est l'aînée du couple et a une sœur, Mackenzie, dite Kenzie. En 2011, leurs parents divorcent,. Depuis, leur père comme leur mère se sont remariés, sa mère a épousé Greg Gisoni en 2013 . Maddie Ziegler et sa sœur ont deux demi-frères du côté de leur père ainsi qu'un demi-frère et une demi-sœur par alliance[réf. nécessaire].

### Carrière:Dance Momset clips musicaux
Maddie Ziegler commence l'apprentissage de la danse à deux ans au Laurel Ballet de Greensburg ;  en fin d'année, elle participe à son premier spectacle : une adaptation de Casse-noisette. À quatre ans, elle intègre l'Abby Lee Dance Company d'Abigale Lee Miller, une compagnie professionnelle de danse qui recrute ses élèves sur audition et leur permet d'étudier avec des enseignants renommés.
De 2011 à 2013, elle participe à plusieurs concours télévisés de danse.
En 2012, elle apparaît dans la série Drop Dead Diva,. Lorsqu'elle a 12 ans, Maddie Ziegler vit à Murrysville avec sa mère, Melissa Ziegler-Gisoni, sa petite sœur Mackenzie et son beau-père Greg Gisoni.
L'année 2014 marque le début de la collaboration de Maddie Ziegler avec Sia pour une trilogie de vidéoclips ; tous trois réalisés par l'auteure-compositrice-interprète australienne et Daniel Askill (en), ils mettent en scène Maddie, coiffée d'une perruque blond platine et vêtue d'un justaucorps beige, dans un univers inspiré par celui du cinéaste américain David Lynch, sur des chorégraphies de Ryan Heffington. Le 4 mars, Sia sollicite Maddie via Twitter pour qu'elle danse dans le clip de Chandelier,,. Dans sa brève mais élogieuse préface à l'autobiographie de Maddie, Sia se souvient d'avoir découvert Maddie Ziegler en visionnant un épisode de Dance Moms et d'avoir immédiatement remarqué l'expressivité de son visage, évoquant profondeur et sagesse. Elle fait une apparition dans Dancing with the Stars.
Pour la promotion de Chandelier, elle apparaît dans plusieurs émissions américaines comme celle d'Ellen DeGeneres (The Ellen DeGeneres Show),, et celle de Jimmy Kimmel (Jimmy Kimmel Live !).
Elle apparaît aussi dans l'émission Dance Moms, dans laquelle elle est dirigée par Abby Lee Miller.
Le 7 janvier 2015, elle apparaît en duo avec Shia LaBeouf dans le clip vidéo de Elastic Heart de Sia, présenté comme une sorte de suite au clip de Chandelier.
Le 28 mars 2016, Homework & Hidden Talents, 5e épisode de la 4e saison de la série télévisée américaine Austin et Ally, est diffusé pour la première fois sur Disney Channel ; Maddie Ziegler y interprète Shelby sur la chanson Finally Me,.
Le 2 avril 2015, Maddie Ziegler apparait seule dans une vidéo épurée, sur le titre de Sia, Big Girls Cry,.
En mars 2016, Maddie Ziegler fait a nouveau une apparition dans le clip vidéo de Cheap Thrills. Le 13 avril 2016, la mère de Maddie Ziegler annonce qu'elle quitte Dance Mons à la fin de la saison.
En septembre 2016, elle apparaît dans le clip vidéo du titre de Sia, The Greatest, écrit en collaboration avec Kendrick Lamar et rendant hommage aux victimes de la tuerie d'Orlando.
Elle prête sa voix au personnage de Camille Le Haut dans la version anglaise de Ballerina, un film d'animation franco-canadien réalisé par Éric Summer et Éric Warin et sorti le 19 décembre 2016 au Royaume-Uni et en Irlande,. Pour la promotion de Ballerina, elle apparaît le 15 décembre dans BBC Breakfast, la matinale de BBC One et BBC News Channel
En janvier 2017, Maddie Ziegler et sa sœur Mackenzie se produisent en tournée en Australie.

### Mode

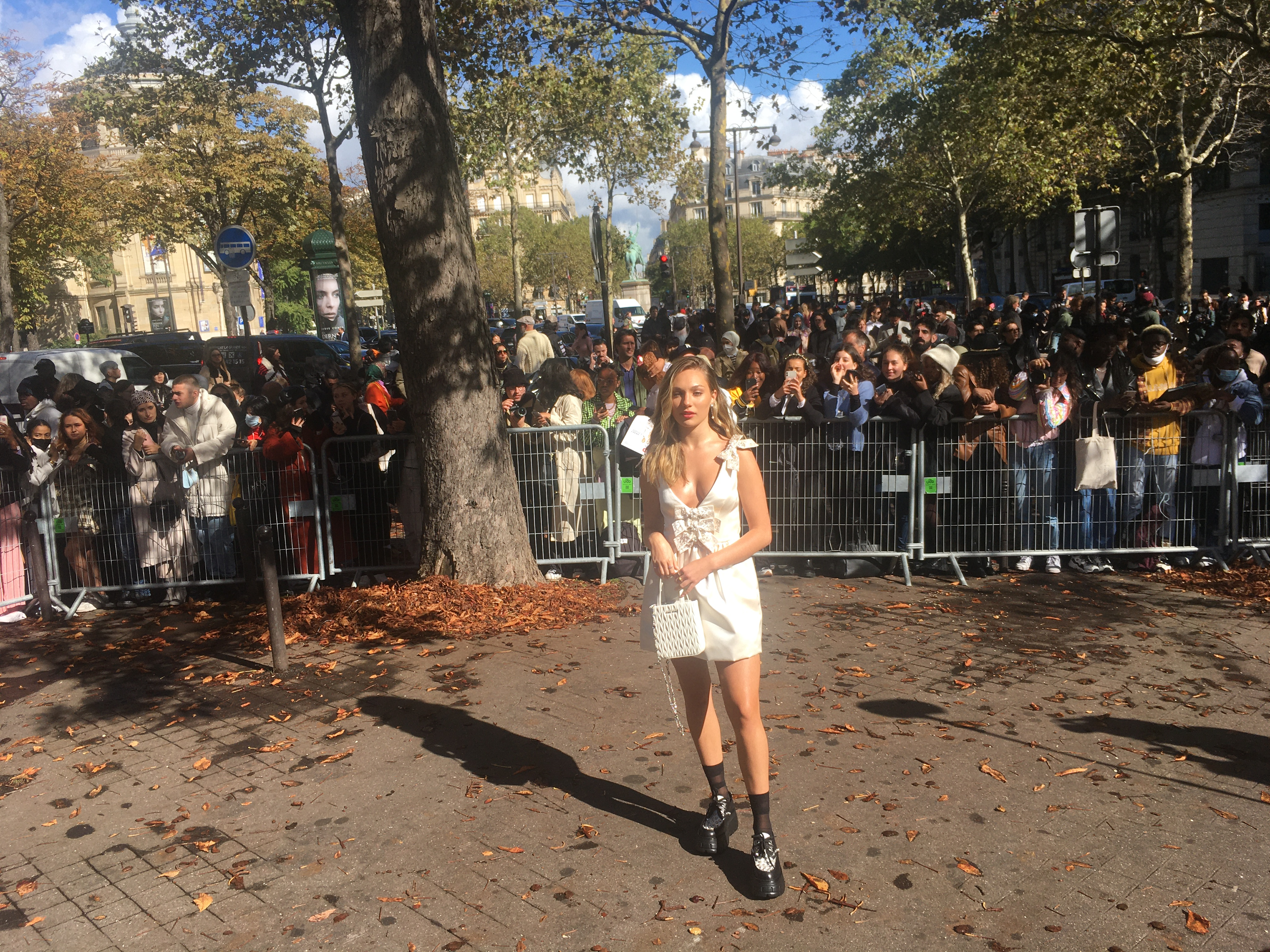
Maddie Ziegler lors de la Semaine de la mode de Paris en 2021.

Maddie Ziegler est l'égérie de plusieurs marques de mode pour adolescentes comme les vêtements Sally Miller et les bijoux Glitzy Girl,. En octobre 2014, Maddie Ziegler et sa sœur Mackenzie donnent leur nom à une collection de Mod Angel,. En juillet 2015, elle représente la ligne de Betsey Johnson pour Capezio (en) puis la collection d'automne de Target. Elle est l'envoyée spéciale de l'édition américaine du magazine Elle lors de la New York Fashion Week d'automne-hiver 2015. Le 3 août 2015, au zoo de Central Park, elle défile, avec sa sœur Mackenzie, pour la collection « enfants » de Polo Ralph Lauren,,. Comme annoncé le 1er septembre 2016, elle lance, le 3 octobre, sa propre ligne de vêtements : MaddieStyle,. Depuis juin 2017, elle fait partie de l'agence internationale de mannequinat IMG Models[réf. nécessaire]. En 2019 et 2020, elle collabore avec Fabletics pour deux collections de vêtements de sport[réf. nécessaire]. En 2023, elle effectue avec sa soeur Mackenzie une collaboration avec American Eagle.  

### Vie personnelle
Au début 2017, elle annonce sur les réseaux être en couple avec l’influenceur australien Jack Kelly. En septembre 2018, elle annonce officiellement leur rupture. De mars 2020 à février 2023, elle est en couple avec le chanteur Eddie Benjamin .

## Œuvre caritative
En 2012, Ziegler, sa mère et sa sœur, ont formé un partenariat avec la Fondation Starlight pour les enfants afin de sensibiliser davantage les jeunes atteints de maladies chroniques,  En 2016, Ziegler et sa sœur ont fait une annonce de service public concernant la campagne Birthday Mail de DoSomething.org, qui permet aux personnes d'envoyer des cartes d'anniversaire faites maison à des enfants vivant dans des refuges pour sans-abri. La même organisation a placé les sœurs Ziegler sur leur liste de jeunes célébrités charitables de 2016. Ziegler a également joué avec Travis Wall au gala de la Fondation Dizzy Feet de Nigel Lythgoe en 2016 afin de collecter des fonds pour des programmes d'enseignement de la danse destinés aux enfants à faible revenu et des bourses pour des étudiants talentueux dans des écoles de danse aux États-Unis.
Depuis 2016, Ziegler s'est associé à Dancers Against Cancer, dans des messages d'intérêt public destinés à sensibiliser et à financer les personnes aux prises avec le cancer. Elle a joué dans une annonce de service public 2017 de l'ASPCA, sur la chanson "Les chiots sont éternels" de Sia, afin d'encourager les gens à adopter des refuges et des chiens de sauvetage. En 2018, Ziegler a fait équipe avec Sia et MAC Cosmetics pour une publicité chorégraphiée sur la chanson de Sia "Helium", pour obtenir un rouge à lèvres avec toutes les recettes au profit du fonds pour le sida de la société.  Elle doit apparaître sur Celebrity Family Feud le 7 juillet 2019, aux côtés de sa sœur, mère, tante et danseuse Charlize Glass, jouant pour "My Friend's Place", où ils ont déjà fait du bénévolat, qui fournit des repas aux jeunes sans-abri. à Los Angeles.

## Distinctions
Maddie Ziegler est la lauréate de la catégorie « danseur / danseuse » des Teen Choice Awards 2016. En octobre 2016, elle est la plus jeune à figurer sur la liste annuelle des « trente adolescents les plus influents » du magazine américain Time,.

## Filmographie

### Cinéma
Longs métrages
- 2016 : Ballerina de Éric Summer : Camille (voix)
- 2017 : The Book of Henry de Colin Trevorrow : Christina Sickleman
- 2020 : À tous les garçons : P.S. Je t'aime toujours (To All the Boys: P.S. I Still Love You) de Michael Fimognari : Une cheerleader
- 2021 : Music de Sia : Music
- 2021 : West Side Story de Steven Spielberg : Velma
- 2022 : The Fallout de Megan Park : Mia
- 2023 : Ma vie, mes règles (Fitting In) de Molly McGlynn : Lindy
- 2024 : Mon futur moi (My Old Ass) de Megan Park : Ruthie
- Prochainement : Ballerina Overdrive de Vicky Jewson

### Télévision
Séries télévisées
- 2012 : Drop Dead Diva : Deb enfant (saison 4, épisode 10)
- 2015 : Austin et Ally : Shelby
- 2015 : Pretty Little Liars : l'esprit de la danseuse (saison 6, épisode 5)

### Clips
| Année | Titre               | Artiste                  |
| ----- | ------------------- | ------------------------ |
| 2011  | It's Like Summer    | LUX                      |
| 2012  | Cry                 | Alexx Calise (en)        |
| 2012  | Summer Love Song    | Brooke Hyland            |
| 2014  | It's a Girl Party   | Mack Z                   |
| 2014  | Freaks Like Me      | Todrick Hall             |
| 2014  | Chandelier          | Sia                      |
| 2014  | Shine I Gotta Dance | Mack Z                   |
| 2015  | Elastic Heart       | Sia                      |
| 2015  | Big Girls Cry       | Sia                      |
| 2016  | Cheap Thrills       | Sia                      |
| 2016  | The Greatest        | Sia feat. Kendrick Lamar |
| 2017  | Rainbow (en)        | Sia                      |
| 2018  | Thunderclouds (en)  | Sia, Diplo, Labrinth     |
| 2019  | No New Friends (en) | Sia, Diplo, Labrinth     |
| 2019  | Graduation (en)     | Benny Blanco, Juice WRLD |
| 2020  | Together (en)       | Sia                      |

## Accueil dans la presse
Les médias emploient la locution « mini-moi » pour signifier que Maddie Ziegler est le « nouveau visage » de Sia dans ses vidéoclips, sur les plateaux de télévision et sur scène,.
Pour le danseur américain Troy Schumacher (en), chorégraphe du New York City Ballet, Maddie Ziegler est devenue « the first digital dance star » (« la première étoile de la danse de l'ère numérique »).
- D'après Jennifer Gerson Uffalussy dans The Guardian, Maddie Ziegler fait partie des personnes dont la participation à un reality show a radicalement changé la vie[50].
  - Extrait : (en) « Ziegler is not, of course, the first reality show player to see her life radically transformed by her participation in a debatably exploitative genre. »
- Un journaliste du Los Angeles Times estime qu'un des éléments clé de la campagne du clip de Chandelier n'est pas Sia mais Maddie Ziegler[51].
  - Extrait : (en) « A key element in the campaign is the music video for Chandelier, a visual stunner built not around Sia but 11-year-old Maddie Ziegler of the reality TV show Dance Moms. And a performance on Ellen had Sia standing with her back to the audience ».

### Autobiographie
- [Ziegler 2017] (en) Maddie Ziegler (préf. de Sia Furler), The Maddie diaries : a memoir, New York, Gallery Books, 7 mars 2017, XVII-221-[16], 22 cm (ISBN 1-5011-5066-9 et 978-1-5011-5066-1, OCLC 973480822, présentation en ligne, lire en ligne).